# Maytenus cestrifolia
Maytenus cestrifolia är en benvedsväxtart som beskrevs av Reiss. Maytenus cestrifolia ingår i släktet Maytenus och familjen Celastraceae. Inga underarter finns listade.